# Chaluha příživná

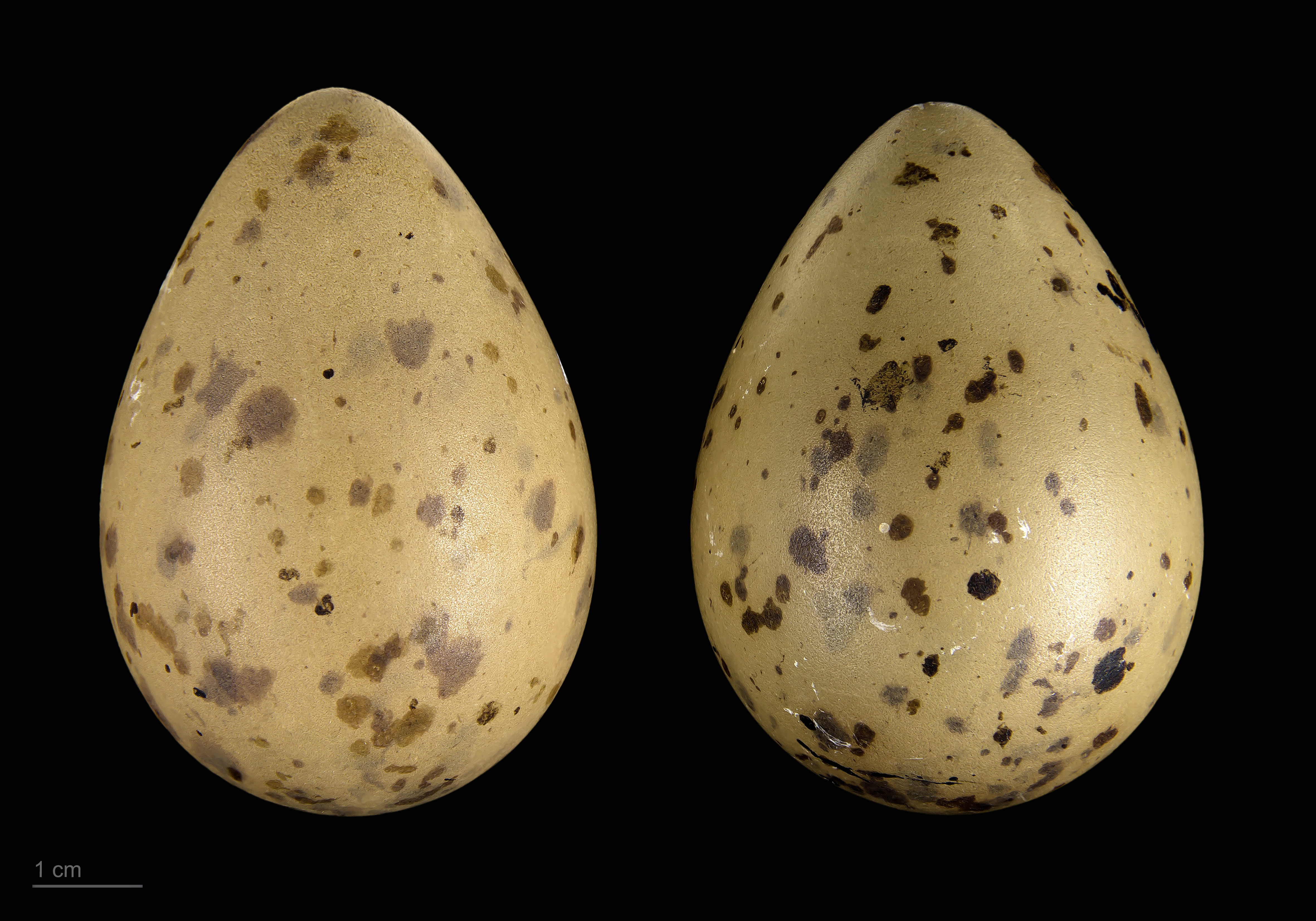
Stercorarius parasiticus

Chaluha příživná (Stercorarius parasiticus) je středně velkým druhem chaluhy s cirkumpolárním rozšířením.

## Popis

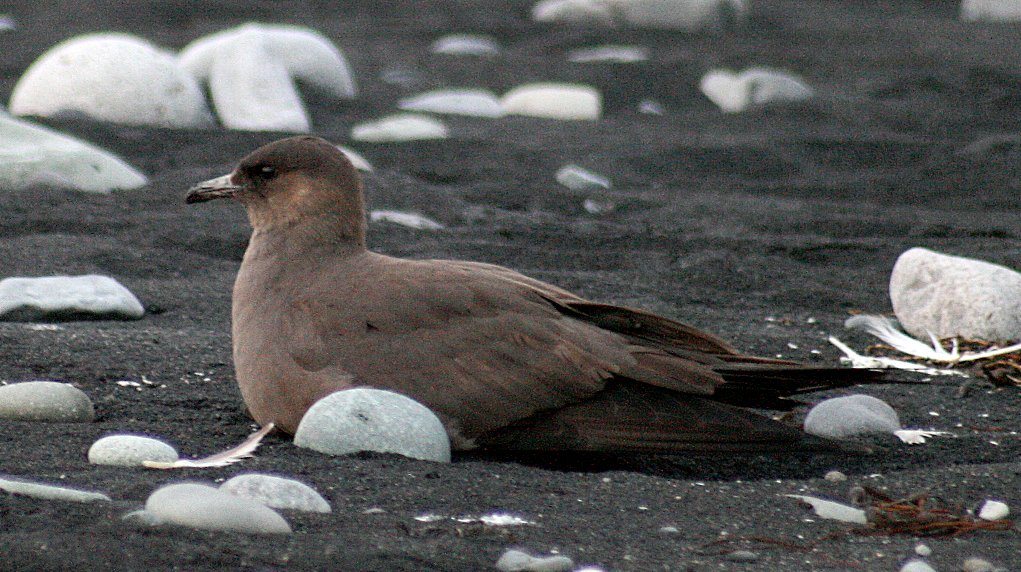
Dospělý pták tmavé formy

Dospělí ptáci se vyskytují ve třech barevných formách. Jedinci tmavé formy jsou tmavohnědí, s černohnědou čepičkou a letkami, obvykle s žlutavými lícemi a zadní stranou krku. Jedinci světlé formy mají bílou spodinu těla s různě vyvinutým tmavým pásem přes hruď (může zcela chybět), čelo a temeno jsou černohnědé, líce žluté. Jedinci přechodné formy tvoří přechod mezi světlou a tmavou formou. Všechny formy mají bílé kořeny ručních letek, tvořící v křídle světlé pole. Nohy jsou černošedé, zobák šedavý s tmavší špičkou. Tmavá forma je typičtější, světlá je častější na severu areálu. Všichni dospělí ptáci mají střední ocasní pera špičatá, přesahující zbytek ocasu o 8-14 cm. Mladí ptáci jsou obtížně rozlišitelní od ostatních menších druhů chaluh; jsou celkově hnědě zbarvení, s hustým proužkováním a bílými poli na kořenech ručních letek.

## Rozšíření
Hnízdí cirkumpolárně v arktických oblastech severní polokoule, poněkud jižněji než chaluha pomořanská a chaluha malá. V Evropě hnízdí na Islandu, Faerských ostrovech a ostrovech u pobřeží Skotska, mimo to také ve vnitrozemí Norska, Švédska a Finska. Tažný druh, zimoviště nejsou přesně známá, pravděpodobně leží ve vodách mírného pásu Atlantském a Tichém oceánu jižně rovníku; největší koncentrace byly pozorovány u pobřeží Jižní Ameriky a západní Afriky. Nepravidelně zaletuje do vnitrozemí, včetně České republiky, kde byla po roce 1989 zjištěna nejméně čtyřikrát.